# What's the 411?
Albums de Mary J. Blige
My Life
(1994)
Singles
1. You Remind Me
Sortie : 23 juin 1991
2. Real Love
Sortie : 25 août 1992
3. Reminisce
Sortie : 13 octobre 1992
4. Sweet Thing
Sortie : 2 avril 1993
5. Love No Limit
Sortie : 10 mai 1993

What's the 411? est le premier album studio de Mary J. Blige, sorti le 28 juillet 1992.
L'album s'est classé 1er au Top R&B/Hip-Hop Albums et 6e au Billboard 200 et a été certifié triple disque de platine par la Recording Industry Association of America (RIAA) le 28 janvier 2000.
Le magazine Rolling Stone l'a classé à la 71e place des « 100 meilleurs premiers albums de tous les temps ».

## Liste des titres
| No  | Titre                                               | Auteur                            | Contient un (des) sample(s) de                                        | Durée |
| --- | --------------------------------------------------- | --------------------------------- | --------------------------------------------------------------------- | ----- |
| 1.  | Leave a Message                                     | Sean « Puffy » Combs, Tony Dofat  | P.S.K. - What Does It Mean? de Schoolly D                             | 3:38  |
| 2.  | Reminisce                                           | Kenny Greene, Dave Hall           | Stop, Look, Listen de MC Lyte                                         | 5:24  |
| 3.  | Real Love                                           | Mark Morales, Mark C. Rooney      | Top Billin' d'Audio Two                                               | 4:32  |
| 4.  | You Remind Me                                       | Hall, Eric Milteer                | Remind Me de Patrice Rushen Biz Dance Part 1 de Biz Markie            | 4:19  |
| 5.  | Intro Talk (featuring Busta Rhymes)                 | Dofat, Busta Rhymes               | Hydra de Grover Washington, Jr.                                       | 2:17  |
| 6.  | Sweet Thing                                         | Chaka Khan, Tony Maiden           | I'm Gonna Love You Just a Little More Baby de Barry White             | 3:46  |
| 7.  | Love No Limit                                       | Greene, Hall                      |                                                                       | 5:01  |
| 8.  | I Don't Want to Do Anything (featuring K-Ci Hailey) | Devante Swing                     |                                                                       | 5:52  |
| 9.  | Slow Down                                           | Rooney, Morales, Joseph E. Keeley |                                                                       | 4:33  |
| 10. | My Love                                             | Greene, Hall                      |                                                                       | 4:14  |
| 11. | Changes I've Been Going Through                     | Combs, Morales, Rooney            | Make the Music With Your Mouth, Biz de Biz Markie featuring T.J. Swan | 5:15  |
| 12. | What's the 411? (featuring Grand Puba)              | Dofat, M. Dixon                   | Pride and Vanity des Ohio Players Very Special de Debra Laws          | 4:13  |